# Kustbevakningen i Pakistan
Kustbevakningen i Pakistan genomförs av två skilda myndigheter, dels Maritime Security Agency vilken är en militär myndighet, som utgått från marinen, och lyder under försvarsministeriet, dels Pakistan Coast Guards vilken är en paramilitär myndighet, som utgått från armén, och lyder under inrikesdepartementet.

## Maritime Security Agency (MSA)
Maritime Security Agency, vilken bildades 1987, är en militär myndighet som lyder under försvarsministeriet och är verksamt i havsområdet. 

### Uppdrag
MSA har till uppgift att upprätthålla pakistansk jurisdiktion i territorialvattnet, på kontinentalsockeln och i den exklusiva ekonomiska zonen. Under MSA lyder sjöräddningscentralen (MRCC) i Karachi samt National Maritime Pollution Control Centre (NMPCC) i samma stad.

#### Ansvarsområden
- Naturresursövervakning
- Fiskeriskydd
- Brottsbekämpning
- Leda och genomföra sjöräddning
- Understödja exploatering av marina oljeresurser
- Samverka med andra myndigheter, framförallt tullen och Coast Guards (se nedan).
- Vid krig och beredskap skall MSA fungera som en sekundär sjöstridskraft.[4]

### Sjögående enheter
MSA har en f.d. jagare, två kustpatrullfartyg och fyra havspatrullfartyg till sitt förfogande. MSA:s fartyg för prefixet MSS före fartygsnamnet.

#### Kustpatrullfartyg
Gilgit/Sabqat Class Patrol Craft (kinesiska Shanghai II inköpta för marinen 1972-1976, sedan överförda till MSA)
- Sabqat 1066
- Rafaqat 1068

#### Havspatrullfartyg
Barkat Class Patrol Craft (Kinesiska typ P58A inlöpta för MSA 1990)
- Barkat 1060
- Rehmat 1061
- Nusrat 1062
- Vehdat 1063

### Personal
Den lägre personalen tillhör MSA permanent, medan officerskåren består av personal kommenderad från marinen för tre år.

## Pakistan Coast Guards (PCG)
Pakistan Coast Guards, vilka bildades 1972, är en paramilitär myndighet (Civil Armed Force) underställd inrikesministeriet, och verksam i kustområdet.

### Uppdrag
PCG:s huvuduppgift är att bekämpa smuggling. De skall även utöva migrationskontroll och förhindra infiltrering av fientliga agenter och sabotörer över havet. Vid krig skall den medverka vid kustområdenas försvar.

### Organisation
- Fyra bataljoner grupperade längs kustlinjen
- Ett marinkompani
- Underrättelseenheter
- Underhållstjänst.[9]

### Personal
Den lägre personalen tillhör PCG permanent, medan officerskåren består av personal kommenderad från armén för en viss tid. Personalstyrkan utgörs av ca 2 000 personer.